# Zirame
Le zirame est un fongicide apparu en 1960 aux États-Unis.
Le zirame est produit par précipitation à partir d'une solution aqueuse de diméthyldithiocarbamate de sodium en présence de sels de zinc solubles dans l'eau.
Il est également utilisé pour repousser les animaux sauvages.

## Règlementation
La teneur maximale autorisée en résidus de zirame est de 0,1 mg·kg-1 dans les céréales. Cette valeur correspond au seuil de quantification, ce qui revient à en interdire l'usage.